# Чемерис, Роза Басировна
Роза Басировна Чемерис (род. 11 июня 1978, Москва) — российский политический деятель, избранный депутатом Государственной думы VIII созыва по федеральному списку партии «Новые люди» в 2021 году.
Из-за вторжения России на Украину, находится под международными санкциями Евросоюза, США, Великобритании и ряда других стран

## Биография
Родилась 11 июня 1978 года в Москве (при рождении — Разият Басировна Гасанова). Дочь депутата Государственной Думы РФ V созыва от «Справедливой России» и VI созыва — от «Единой России» Эльмиры Глубоковской, отчим — депутат Государственной Думы РФ I и II созывов от партии «Яблоко», бывший сенатор Совета Федерации Михаил Глубоковский. Муж — Игорь Чемерис, депутат Заксобрания Приморского края. Бывший муж Гаджимагомед Гусейнов, первый заместитель главы Минвостокразвития РФ. Трое сыновей.
В 2001 году Роза Чемерис окончила МГИМО, по специальности «Журналист-международник со знанием иностранного языка». Два года жила в Лондоне, 3 года — в Париже. В 2015—2021 годах коммерческий директор ЗАО «Курортстройсервис» (г. Владивосток). Директор и соучредитель ООО «Фиштрэйд», ООО «Стар Джет», ООО «Тихоакеанское партнёрство», ООО «Таёжное», АО «Аэромар-ДВ».
В 2017—2021 годах депутат городской Думы города Владивосток от партии «Единая Россия», председатель комитета по местному самоуправлению, законности и развитию институтов гражданского общества. В 2018 году на повторных выборах губернатора Приморского края (2018) была зарегистрированным кандидатом от партии «За женщин России», набрав 25 854 голосов (3,80 %). В апреле 2021 публично высказалась в местных СМИ о необходимости менять главу города О. В. Гуменюка.
В 2021 году подавала документы на участие в предварительном голосовании «Единой России», развернув работу своего штаба, но вскоре сняла свою кандидатуру, перейдя в партию «Новые люди».
На выборах в Государственную думу (2021) избрана депутатом VIII созыва по федеральному партийному списку партии «Новые люди». Член Комитета по развитию Дальнего Востока и Арктики.
В апреле 2022 года в составе группы депутатов внесла проект закона о наделяющий генерального прокурора России и его заместителей правом признавать регистрацию СМИ недействительной и прекращать действие лицензии на теле- и радиовещание в случае распространения ими «фейков» о российских военных и их «дискредитации», призывов к санкциям, а также информации, в которой содержится «явное неуважение к обществу, государству и Конституции Российской Федерации».
Кандидат в губернаторы Хабаровского края на выборах в 2024 году.

## Доходы
В 2017 году депутат городской думы Владивостока Роза Чемерис заработала 6 664 004 рубля. Ей принадлежат земельный участок площадью 600 квадратных метров и жилой дом площадью 401,3 квадрата. На неё оформлены три автомобиля: Mercedes GL500, Mercedes GLS400 4Matic и BMW 750LI Xdrive.

## Санкции
25 февраля 2022 года, на фоне вторжения России на Украину, включена в санкционный список Евросоюза. 11 марта 2022 года внесена в санкционный список Великобритании. 30 сентября 2022 года была внесена в санкционные списки США. 24 февраля 2023 года внесена в санкционный список Канады как «причастная к продолжающемуся нарушению Россией суверенитета и территориальной целостности Украины».
Также находится в санкционных списках Швейцарии, Австралии, Японии, Украины и Новой Зеландии